# Vita3K
Vita3K (ヴィータスリーケー) は、フリーかつオープンソースで開発された、PlayStation Vita・PlayStation Vita TVのゲームエミュレータである。対応プラットフォームは、Windows、macOS、Linux、Android。
なお、このソフトウェアはソニー・インタラクティブエンタテインメントによって公認されたものではない。

## 概要
機能的で実験的なエミュレータであり、PS Vitaの商用ソフトを動作させることができるエミュレータとしては、唯一である。自作ソフトの動作にも対応する。また、xml形式の言語ファイルによりUIの日本語化が可能になっており、テキストエディタで編集することで、好きなように翻訳できる。
2022年6月から互換性が大幅に向上し、軽微な不具合はありながらも多くのゲームを実行できる。2023年11月時点では、全体の55%のゲームを遊ぶことができるなど、実用性は向上している。

## 特徴

### 動作環境
Vita3Kを実行するための要件はまだ完全には把握されておらず、開発段階で大きく変わる可能性があるが、公式にはプログラムを実行するための絶対的な最小要件は以下の通りとなっている。また、動作にはPS Vita本体のファームウェアが必要になるため、SIEの公式サイトからダウンロードし、所定のフォルダ内に配置しておく必要がある。

#### PC・Mac
CPU: AVX命令セットを備えたCPU
GPU: OpenGL 4.4対応グラフィックス
RAM: 最小4GB RAM
OS：Windows 8/10/11、macOS、Linux（x64のみ）

#### Android
CPU: AArch64 CPU
GPU: Vulkan 1.0 サポート
OS: Android 7+

### 互換性
開発の初期段階にあるため、多くの商用ゲームを実行するために必要な多くの機能がまだ実装されていないものの、現在、Game Makerで作られたゲームの多くは完璧に動作する。自作ソフトの場合は、VitaDBのような配布サイトから入手し、商用ゲームの場合は、PS Vita本体を使ってゲームデータを取り出すことで、Vita3Kでプレイできるようになる。PlayStation Network関連機能は対応しない。

### 操作
現在、キーボード・マウス入力をサポートしており、SDL2準拠のデバイスを使用できる。DUALSHOCK 4とDualSenseが通常推奨されている。また、背面のタッチパッドは右クリックによって再現している。

## 歴史
Vita3Kの最初のコードベースは、2018年1月28日に開発者のpetmacによって、GitHubでリリースされた。1月から4月にかけては、いくつかの自作ゲームやアプリケーションしか実行できず、商用ゲームは対応していなかった。
2018年5月4日、商用ゲームとしては初めて、ぎゃる☆がん だぶるぴーすでのグラフィック表示に対応した。
2022年8月に、Vulkan APIが実装された。
2023年2月、Android版が公開され、GitHubや公式サイトからダウンロードできるようになった。